# Negrilla de Palencia
Negrilla de Palencia è un comune spagnolo di 104 abitanti situato nella comunità autonoma di Castiglia e León.